# 20208 Philiphe
20208 Philiphe è un asteroide della fascia principale. Scoperto nel 1997, presenta un'orbita caratterizzata da un semiasse maggiore pari a 2,9637765 UA e da un'eccentricità di 0,0818460, inclinata di 10,15205° rispetto all'eclittica.